# エメリー・ド・リュジニャン
エメリー・ド・リュジニャン（Aimery de Lusignan）またはアモーリー・ド・リュジニャン（Amaury de Lusignan）（1145年 - 1205年4月1日）は、フランスの騎士で、キプロス王（在位：1195年 - 1205年）、エルサレム王（在位：1197年 - 1205年）。弟ギー・ド・リュジニャンの跡を継いでキプロス王となり、ついで、エルサレム女王イザベル1世と結婚しエルサレム王を兼ねた。エルサレム王としてはアモーリー2世（Amaury II）ともいわれる。

## 生涯
エメリーの弟ギーはエルサレム女王シビーユと結婚しエルサレム王位にあったが、1190年のシビーユの死によりシビーユの妹イザベルが王位継承者となる中、1192年にはエルサレム王位を放棄する代わりにイングランド王リチャード1世よりキプロス島の割譲を受けた。ギーは1194年に死去し、キプロス島は兄エメリーが継承した。1195年にはエメリーは皇帝ハインリヒ6世からキプロス王の称号を与えられ、1197年に皇帝により派遣されたコンラート・フォン・ヒルデスハイムから王冠を受けた。また、同年、夫シャンパーニュ伯アンリ2世と死別したばかりのエルサレム女王イザベルと結婚し、エルサレム王位に就いた。翌1198年、トリポリ伯レーモン3世の継子ティベリアスのラウルが王の暗殺を計画したとして領地没収を宣告したところ、ラウルが王によってではなく最高法院による裁きを求めて反抗、これに他の貴族たちも同調し王に反抗したため、エメリーはラウルを国外追放にしている。このころよりエルサレム王国では、法律の知識を持つ貴族が王に反抗する図式が出来上がっていったとされる。王としてのエメリーは法律に関する深い知識を持っていたことで評価されており、また、キプロス島の実質的な建設者であったとされている。また、アイユーブ朝のスルタンアル＝アーディルとの間の休戦協定も継続させた。
1205年4月1日にエメリーは死去した。魚にあたったともいわれている。キプロス王位は最初の妻との間の息子ユーグ1世が継承した。妃でエルサレム女王のイザベルもエメリーの死から4日後に死去し、エルサレム王位はイザベルとモンフェラート侯コンラートとの間の娘マリーアが継承し、キプロス王位とエルサレム王位は再び別々に継承されることとなった。

## 子女
最初に、ボードゥアン・ディブランの娘エシーヴと結婚した。
- ブルゴーニュ（1178年頃 - 1210年頃） - ゴーティエ1世・ド・モンフォーコンと結婚した。
- ギー（? - 1205年）
- ジャン（? - 1205年）
- エルヴィーズ（1190年頃 - 1217年頃） - ウード・ド・ダンピエールと結婚、のち離婚。2度目にアンティオキア公レーモン・ルーペンと結婚。
- ユーグ1世（1194年 - 1218年） - キプロス王
- アリックス（1197年 - 1205年）

二度目に、エルサレム女王イザベル1世と結婚。
- シビーユ（1198年 - ?） - アルメニア王レヴォン1世と結婚。
- メリザンド（1200年頃 - 1249年以降） - アンティオキア公ボエモン4世と結婚。
- エメリー（アモーリー）（1201年 - 1205年）